# Giunta regionale delle Marche
La Giunta regionale delle Marche ha sede ad Ancona, presso Palazzo Raffaello.
Si tratta di un organo collegiale, composto dagli assessori regionali e presieduto dal Presidente di Regione.

## Composizione
È presieduta dal Presidente della Regione che nomina i singoli assessori (massimo dieci), come prevede l'articolo 7 dello Statuto regionale. Tra gli assessori il Presidente nomina un Vicepresidente con il compito di sostituirlo in caso di assenza o di temporaneo impedimento.
Il Presidente può sostituire il vice presidente e gli assessori informando il Consiglio regionale.

## Competenze
La Giunta è l'organo esecutivo della Regione; è composta da un massimo di dieci assessori.
Le sue precise funzioni sono:
- attuazione del programma di governo.
- esercita la potestà regolamentare (nei casi previsti dalla Legge Regionale).
- presenta il bilancio preventivo al Consiglio Regionale.
- presenta delle proposte di piani e programmi generali e di settore, al Consiglio Regionale.
- nomina e revoca i rappresentanti della Regione.
- delibera in materia di organizzazione amministrativa.
- guida e controlla gli altri Enti regionali.
- delibera in materia di liti attive e passive.
- adotta atti di indirizzo relativi all'applicazione di Leggi e regolamenti regionali.
- svolge le altre attività di governo della Regione, non demandate ad altri enti o attribuitegli dalla Costituzione e dallo Statuto.
- propone le Leggi regionali.

La Giunta, su proposta del Presidente, adotta un regolamento interno che ne regola il funzionamento. Le delibere della Giunta non sono valide se risulta assente la maggioranza dei suoi membri e se non sono approvate dalla maggioranza dei presenti.
Generalmente le sedute della Giunta non sono pubbliche.

## Composizione

### X legislatura (2015-2020)
| Assessore           | Partito                      | Deleghe |
| ------------------- | ---------------------------- | --- |
| Luca Ceriscioli     | Partito Democratico          | tutela della salute, veterinaria, acque minerali, termali e di sorgente, servizi sociali, politiche dell’infanzia, dei giovani e degli anziani, promozione sportiva, rapporti con le istituzioni internazionali e comunitarie, nazionali e locali, programmazione, affari generali, istituzionali e legali, sistema statistico, persone giuridiche private, ordinamento dell’informazione e della comunicazione, nomine |
| Anna Casini         | Partito Democratico          | lavori pubblici, edilizia pubblica, edilizia residenziale pubblica, piste ciclabili, viabilità, infrastrutture, porti aeroporti e interporto, governo del territorio, edilizia, urbanistica, agricoltura, alimentazione, foreste, sviluppo rurale, agriturismo, zootecnia, industria agroalimentare, bonifica |
| Manuela Bora        | Partito Democratico          | industria, artigianato, commercio, fiere e mercati, cave, tutela dei consumatori, pesca marittima, politiche comunitarie, cooperazione allo sviluppo, pari opportunità |
| Loretta Bravi       | Popolari per le Marche - UdC | lavoro, tutela e sicurezza del lavoro, professioni, previdenza complementare e integrativa, formazione professionale, istruzione, università e diritto allo studio, sostegno alla famiglia |
| Fabrizio Cesetti    | Partito Democratico          | bilancio, finanze, demanio e valorizzazione del patrimonio, credito, provveditorato ed economato, rapporti con le agenzie, gli enti dipendenti e le società partecipate, in collaborazione con gli Assessori competenti, informatica e reti ICT, organizzazione e personale, polizia locale e politiche integrate per la sicurezza, enti locali e servizi pubblici locali, partecipazione e volontariato                |
| Moreno Pieroni      | Partito Socialista Italiano  | valorizzazione dei beni culturali, promozione e organizzazione delle attività culturali, musei, biblioteche, grandi eventi, spettacolo, turismo, caccia e pesca sportiva |
| Angelo Sciapichetti | Partito Democratico          | valorizzazione dei beni ambientali, tutela del paesaggio, parchi e riserve naturali, rifiuti, risorse idriche, difesa del suolo e della costa, produzione e distribuzione dell’energia, green economy, fonti rinnovabili, trasporti, reti regionali di trasporto, protezione civile, politiche per la montagna e le aree interne                                                                                        |

### XI legislatura (2020-)
| Assessore            | Partito           | Deleghe |
| -------------------- | ----------------- | --- |
| Francesco Acquaroli  | Fratelli d'Italia | Delega al Porto di Ancona, Aeroporto di Falconara, Interporto e al Turismo. Tutto quanto non espressamente indicato nelle deleghe degli Assessori. |
| Filippo Saltamartini | Lega              | Vicepresidente e Assessore alla Sanità e Servizi sociali, Famiglia, Immigrazione e Sicurezza                                                       |
| Goffredo Brandoni    | Fratelli d'Italia | Assessore al Bilancio e Ricostruzione post sisma                                                                                                   |
| Andrea Antonini      | Lega              | Assessore alle Attività produttive, Agricoltura e Sviluppo economico                                                                               |
| Francesco Baldelli   | Fratelli d'Italia | Assessore alle Infrastrutture e lavori pubblici |
| Stefano Aguzzi       | Forza Italia      | Assessore all'Ambiente e lavoro |
| Chiara Biondi        | Lega              | Assessore a Cultura, Istruzione e Sport |